# Symfonie nr. 101 (Haydn)
De Symfonie nr. 101 is een symfonie van Joseph Haydn, voltooid in 1793 of 1794. Ze is ook bekend als de Kloksymfonie. Het is de negende uit zijn Londense symfonieënreeks, die hij componeerde naar aanleiding van 2 bezoeken aan Londen. Het werd voor het eerst uitgevoerd op 3 maart 1794 in de Hanover Square Rooms in Londen. Het publiek was uitzonderlijk enthousiast over deze symfonie en de Morning Chronicle berichtte het volgende:

As usual the most delicious part of the entertainment was a new grand Overture [that is, symphony] by HAYDN; the inexhaustible, the wonderful, the sublime HAYDN! The first two movements were encored; and the character that pervaded the whole composition was heartfelt joy. Ever new Overture he writes, we fear, till it is heard, he can only repeat himself; and we are every time mistaken.

De bijnaam Kloksymfonie wordt veroorzaakt door het ritmische getik tijdens het tweede deel.

## Bezetting
- 2 fluiten
- 2 hobo's
- 2 klarinetten
- 2 fagotten
- 2 hoorns
- 2 trompetten
- Pauken
- Strijkers

## Delen
Het werk bestaat uit vier delen:
1. Adagio - Presto
2. Andante
3. Menuetto: Allegretto
4. Finale: Vivace